# Firefighter (Lied)
Firefighter ist ein Lied der georgischen Sängerin Nuza Busaladse. Mit dem Titel vertrat sie Georgien beim Eurovision Song Contest 2024.

## Hintergrund
Das Lied wurde von Ada Satka und Darko Dimitrov  geschrieben. Es wurde vom georgischen Sender GPB intern ausgewählt. Am 6. März 2024 wurde der Songtitel bekanntgegeben, der Song selbst wurde am 11. März 2024 veröffentlicht. Zugleich wurde das zugehörige Musikvideo von Zaza Orashvili veröffentlicht.

## Inhalt
Busaladse sagte, das Lied handle davon, das „Feuer“ mit Liebe zu löschen. Dabei stehe das Feuer für die ganze Negativität, die derzeit in der Welt vorherrsche.

## Eurovision Song Contest
Beim Eurovision Song Contest 2024 in der Malmö Arena in Malmö, Schweden, wurde der Song im zweiten Halbfinale am 9. Mai aufgeführt, nachdem ihm bei der Auslosung am 30. Januar 2024 der elfte Startplatz zugelost worden war. Er konnte sich für das Finale qualifizieren und erreichte in diesem den 21. Platz, wobei er 34 Punkte erhielt, 15 von den Jurys und 19 vom Publikum.